# آنا تود
آنا تود (بالإنجليزية: Anna Todd)‏ (20 مارس 1989، دايتون في الولايات المتحدة)؛ كاتِبة وروائية أمريكية.

## روابط خارجية
- آنا تود على موقع IMDb (الإنجليزية)
- آنا تود على موقع قاعدة بيانات الفيلم (الإنجليزية)